# Maurizio Pollini
Maurizio Pollini (5 tháng 1 năm 1942 – 23 tháng 3 năm 2024) là một nghệ sĩ dương cầm và nhạc trưởng người Ý. Ông được biết đến bởi những buổi biểu diễn tác phẩm của các nhà soạn nhạc cổ điển Beethoven, Chopin, Debussy, Trường phái Viên thứ hai, cùng nhiều nhà soạn nhạc khác. Ngoài ra, ông cũng tung hô tác phẩm của các nhà soạn nhạc đương đại như Pierre Boulez, Karlheinz Stockhausen, George Benjamin, Roberto Carnevale, Gianluca Cascioli và Bruno Maderna. Một số tác phẩm đã được viết cho ông bao gồm bản ... sofferte onde serene ... của Luigi Nono, Masse: omaggio a Edgard Varèse của Giacomo Manzoni, và bản sonata số 5 của Salvatore Sciarrino. Với tư cách là nhạc trưởng, ông là người có công trong việc hồi sinh các tác phẩm opera của Rossini tại Liên hoan Opera Rossini ở Pesaro, nơi ông chỉ huy tác phẩm La donna del lago từ một ấn bản mới vào năm 1981. Ông cũng đã chỉ huy dàn nhạc dùng đàn phím.
Pollini cũng là một nhà hoạt động cánh tả trong những năm 1960 và 1970, và ông vẫn tham gia chính trị về sau. Ông duy trì sự khác biệt giữa những lý tưởng này và âm nhạc của mình.

## Cuộc đời và sự nghiệp

### 1942–đầu 1960: Quá trình trưởng thành, học tập và cạnh tranh
Pollini sinh ra vào năm 1942 ở Milano, Ý. Cha của ông, Gino Pollini, là một nghệ sĩ violin nghiệp dư và là một trong những kiến trúc sư du nhập kiến trúc hiện đại đến Ý vào thập niên 1930. Mẹ của ông là Renata Melotti từng được đào tạo làm nghệ sĩ dương cầm và ca sĩ. Cô là em gái của nhà điêu khắc người Ý Fausto Melotti.
Pollini học dương cầm cùng giáo viên địa phương nổi tiếng Carlo Lonati khi ông còn bảy tuổi. Ông nhớ rằng Lonati đã để ông chơi những tác phẩm ông thích. Khi Lonati qua đời, Carlo Vidusso, học trò của ông, trở thành người thầy tiếp theo của Pollini từ năm 13 cho đến năm 18 tuổi. Vidusso đã rèn luyện Pollini tại Nhạc viện Milano để chuẩn bị cho các cuộc thi. Đây cũng là nơi Pollini học sáng tác và chỉ huy.
Ở Milano, ông ra mắt tác phẩm đầu tay lúc ông 15 tuổi, là buổi biểu diễn tuyển tập étude của Chopin. Năm 1957, ông đoạt giải nhì trong Cuộc thi Âm nhạc Quốc tế Genevè tại Nhạc viện Genevè. Ông đã giành chiến thắng trong Cuộc thi Piano quốc tế Ettore Pozzoli năm 1959 tại Seregno và Cuộc thi Piano quốc tế Chopin lần thứ 6 năm 1960 tại Warszawa khi mới 18 tuổi. Ông là thí sinh trẻ nhất trong số 89 người tham gia và là người không mang gốc Slav đầu tiên giành giải nhất trong lịch sử cuộc thi. Ông đã chọn những bản étude có độ khó cao như "Quãng tám", "Gió mùa đông" và "Thác nước", khiến Piero Rattalino đánh giá rằng Pollini đủ điều kiện để chiến thắng. Arthur Rubinstein, người đứng đầu ban giám khảo, tuyên bố rằng "cậu bé đó có thể chơi dương cầm giỏi hơn bất kỳ ai trong chúng ta".
Sau những thành công này, Pollini ngừng biểu diễn trong một năm. Ông hạn chế việc biểu diễn hòa nhạc vào những năm 1960 để nghiên cứu, mở mang kinh nghiệm âm nhạc và mở rộng vốn tiết mục dương cầm của mình. Điều này dẫn đến đồn đoán rằng ông đã sống ẩn dật. Ông ghi âm các buổi biểu diễn Etudes của Chopin và thu âm bản Concerto đầu tiên của Chopin với Dàn nhạc Philharmonia dưới sự chỉ huy của Paul Kletzki cho hãng thu âm EMI. Ông mắc phải "khủng hoảng niềm tin", theo lời của Peter Andry, khi Philharmonia đề nghị Pollini tổ chức một loạt các buổi hòa nhạc.
Ông theo học nghệ sĩ dương cầm Arturo Benedetti Michelangeli trong sáu tháng đầu thập niên 1960. Các tiết mục của Michelangeli được chọn lọc và trau chuốt bằng quá trình luyện tập khắt khe. Pollini đạt được "sự chuẩn xác về kỹ thuật và kiềm chế cảm xúc". Một số người bày tỏ lo ngại rằng ảnh hưởng của Michelangeli đã khiến phong cách của Pollini trở nên "lịch sự và lạnh lùng"  hoặc "khô khan và não nề hơn". Mặc dù được biết đến bởi kỹ thuật đặc biệt, nhưng Pollini lại bị chỉ trích vì tính bảo thủ về mặt cảm xúc. John Rockwell đã tóm tắt phong cách "cứng rắn và hiện đại" của Pollini là một thứ "lạnh lùng, mãnh liệt và điêu luyện", chú tâm đến khả năng kiểm soát âm sắc và "sự khéo léo tuyệt đối" của ông.

### Thập niên 1960–1970: Sự nghiệp ban đầu, hợp tác âm nhạc và chính trị
Maurizio Pollini nói về trải nghiệm của ông trong thời kỳ Anni di piombo
Bắt đầu từ giữa những năm 1960, Pollini biểu diễn độc tấu và xuất hiện cùng các dàn nhạc ở Châu Âu, Hoa Kỳ và các nước Viễn Đông. Ông biễu diễn lần đầu ở Mỹ vào năm 1968 tại nhà hát Carnegie, New York. Ông lưu diễn tại Nhật Bản lần đầu tiên vào năm 1974. Từng cảnh giác với việc bị coi là một chuyên gia chỉ trong Chopin, ông đã "rõ ràng tránh được biệt danh đó" vào những năm 1970, theo bài viết của Rockwell khi khảo sát danh sách đĩa hát của Pollini trong phạm vi từ Mozart đến Nono.
Trong những năm 1960 và 1970, Pollini biểu diễn với tư cách là một nhạc sĩ theo phe cánh tả. Sự hợp tác của ông với Claudio Abbado và Luigi Nono xuất phát từ lý tưởng chung giữa hai người. Ông cũng có mối liên hệ về mặt âm nhạc và chính trị với Giacomo Manzoni và Luigi Pestalozza. Pollini đã làm việc với Nono trong các tác phẩm như Como una ola de fuerza y luz (1972), dùng để tiếc thương cái chết của Luciano Cruz, nhà lãnh đạo Phong trào Cánh tả Cách mạng ở Chile. Ông biểu diễn cùng Abbado tại La Scala ở Milano trong các buổi hòa nhạc dành cho sinh viên và công nhân, nhằm truyền tải thông điệp rằng rằng nghệ thuật nên dành cho mọi người. Cả hai người đã biểu diễn tại Tòa án Russell. Một buổi biểu diễn của Pollini đã buộc phải dừng lại khi ông cố gắng lên tiếng về Chiến tranh Việt Nam, vấp phải sự la ó từ khán giả và dẫn đến sự can thiệp của cảnh sát.
Pollini thành công trong việc tách quan điểm chính trị của mình khỏi khả năng âm nhạc của mình, chẳng hạn như trong tác phẩm của ông với Karl Böhm.

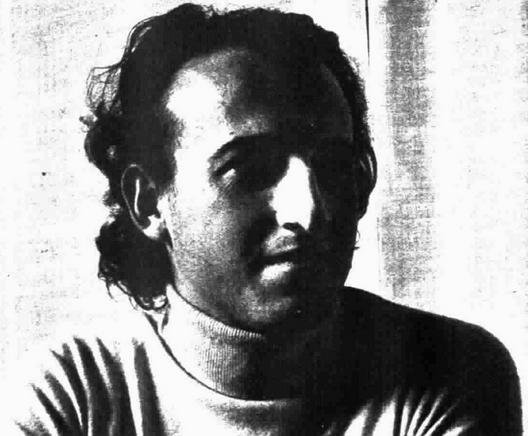
Pollini năm 1975

Nono đã viết ... sofferte onde serene ... cho Pollini từ năm 1974 đến 1976. Đây là một tác phẩm độc tấu về những mất mát gần đây của gia đình và bạn bè của họ. Buổi biểu diễn trực tiếp năm 1977 của Pollini được khuếch đại dựa trên bản ghi âm bằng băng từ của chính ông. Nono chú ý đặc biệt đến kỹ thuật của Pollini. Anh ấy đã tìm cách khuếch đại và chiếu các chi tiết âm thanh của Pollini ("những sắc thái nhất định khi chạm vào của anh ấy"). Họ đã dành ba ngày làm việc trong phòng thu âm của Radio Milano với kỹ sư âm thanh Marino Zuccheri. Tác phẩm giờ nằm trong vốn tiết mục của Pollini; ông biểu diễn nó ở London tại Trung tâm Southbank trong lễ hội "Những mảnh vỡ của Venezia" năm 2007 và ở Salzburg năm 2019. 
Pollini đã chơi bản Sonata số 2 của Boulez vào những năm 1970. Năm 1977, ông chơi bản concerto số 2 của Bartok dưới sự chỉ đạo của Boulez cùng dàn nhạc giao hưởng New York.

### Thập niên 1980–2024: Sự nghiệp và chỉ huy sau này
Pollini cũng chỉ huy khi ông chơi các bản hòa tấu dương cầm của một số nhà soạn nhạc như Mozart. Ông đóng một "vai trò quyết định" trong Lễ hội Opera Rossini tại Pesaro, nơi ông chỉ huy La donna del lago từ một ấn bản mới vào năm 1981. Sự kiện này là một "bước ngoặt" trong sự hồi sinh các tác phẩm của Rossini sau chiến tranh. Ông được ca ngợi vì những hiểu biết sâu sắc về cách diễn giải phối khí, phát triển mô típ và hòa âm của Rossini, nhưng lại bị chỉ trích vì lối chơi cứng nhắc và nhịp độ nhanh, khiến Martine Dupuy rơi nước mắt. Các học giả trích dẫn bằng chứng lịch sử và cho ông xem các bản thảo có chữ ký để thuyết phục ông về việc cho phép tô điểm nhiều hơn và thêm các dấu ấn rubato, bel canto, đặc biệt là ở phần fioritura phức tạp. Ông chỉ đồng ý trong rondò cuối cùng, "Tanti affetti in tal momento", mà Rossini đã chuẩn bị ba đoạn ossia cho các ca sĩ cụ thể. Pollini nhấn mạnh rằng các ca sĩ phải tuân thủ những nguồn này.
Ông đã giảm bớt phần nào cách tiếp cận này trong bản tái hiện năm 1983 với sự tham gia của giọng soprano Katia Ricciarelli (Elena), Lucia Valentini Terrani (Malcolm) và Samuel Ramey (Duglas) với Dàn nhạc Thính phòng Châu Âu. Buổi biểu diễn được thu âm bởi Sony. Đối với sản phẩm này, bạn của Pollini là Gae Aulenti đã chỉ đạo và thiết kế bối cảnh.
Trong số những người kỷ niệm 100 năm ngày sinh của Webern năm 1983 tại New York và Lễ hội âm nhạc đương đại Venice, Pollini đã chơi các biến tấu dương cầm của Webern. Nhân dịp kỷ niệm 300 năm ngày sinh của J.S. Bach vào năm 1985, ông đã biểu diễn cuốn I trong bộ Bình Quân luật. Về sau ông thu âm tác phẩm vào năm 2009.
Năm 1987, ông được nhận chiếc nhẫn danh dự của Dàn nhạc giao hưởng Vienna khi biểu diễn các bản concerto dành cho duơng cầm của Beethoven cùng họ tại New York dưới sự chỉ huy của Abbado. Từ năm 1993 đến 1994, ông trình diễn trọn bộ 32 bản sonata của Beethoven lần đầu tiên tại Berlin và Munich. Ông tiếp tục biểu diễn 32 bản sonata ở New York, tại La Scala, ở London, Paris và Vienna.

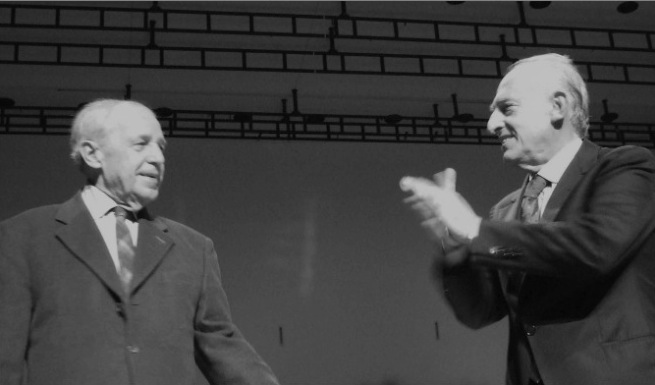
Pollini và Pierre Boulez ở Paris (2009)

Ông kết hợp âm nhạc cũ và mới tại Liên hoan Salzburg năm 1995 trong chuỗi hòa nhạc "Progetto Pollini", tại Nhà hát Carnegie (2000–2001) trong "Perspectives: Maurizio Pollini", và tại Royal Festival Hall của London (2010–2011) trong "Project Pollini", một chuỗi năm buổi hòa nhạc từ Bach cho đến Boulez và Stockhausen (với Op. 19 của Schoenberg là tác phẩm encore). Trong suốt sự nghiệp của mình, Pollini ủng hộ những tác phẩm ít phổ biến hơn; đây thường là những tác phẩm mới. Ông dùng tiền thưởng của Giải thưởng âm nhạc Ernst von Siemens để tài trợ các dự án này. Nhân dịp kỷ niệm 250 năm ngày sinh của Mozart tại Liên hoan nhạc Salzburg năm 2006, ông đã thay đổi nửa sau của chương trình thành các tác phẩm Biến tấu piano của Webern và Bản sonata thứ hai của Boulez. Một số khán giả đã rời đi vào giờ nghỉ giải lao, sau khi biểu diễn tác phẩm của Webern, hoặc trong lúc Pollini chơi tác phẩm của Boulez.
Pollini vẫn tiếp tục khẳng định bản thân thuộc phe cánh tả về mặt chính trị, mặc dù về sau ông đặt câu hỏi về chiến thuật của một số người theo cánh tả Ý. Vào năm 2010, ông lên tiếng phản đối Silvio Berlusconi và tổ chức tập trung đông người để phản đối việc cải cách hiến pháp của Berlusconi. Ông đã cung cấp vé giá thành thấp để sinh viên được đến xem buổi hòa nhạc của mình.
Vào tháng 3 năm 2012, Pollini hủy buổi biểu diễn của mình ở Mỹ vì lý do sức khỏe. Ông lưu diễn Trung Âu vào năm 2014 với buổi biểu diễn tại Liên hoan Salzburg và ra mắt bộ Prélude của Chopin và cuốn I trong bộ Prélude của Debussy tại Liên hoan âm nhạc Rheingau, được tổ chức ở Kurhaus Wiesbaden. Năm 2022, buổi độc tấu mừng sinh nhật lần thứ 80 của ông đã nhận được đánh giá bốn sao từ tờ báo The Times.

## Đời tư
Vào năm 1968, Pollini kết hôn với nghệ sĩ dương cầm người Milano Maria Elisabetta Marzotto. Ông qua đời vào ngày 23 tháng 3 năm 2024, hưởng thọ 82 tuổi. Ông có người con là nghệ sĩ dương cầm và nhạc trưởng Daniele Pollini.

## Các bản thu âm
Bản thu âm đầu tiên của Pollini cho Deutsche Grammophon (DG) vào năm 1971 bao gồm Trois mouvements de Petrouchka của Stravinsky và bản sonata cho dương cầm số 7 của Prokofiev. Chúng được coi là những cột mốc của đĩa hát piano trong thế kỷ XX. Ông đã thu âm bộ Étude Opp. 10 và 25 của Chopin vào năm 1972 và bản solo piano œuvre của Schoenberg vào năm 1974 cho cùng hãng thu âm. Năm 2014, ông đã thu âm toàn  bản sonata cho dương cầm của Beethoven. DG đã kỷ niệm sinh nhật lần thứ 60 của Pollini (2002) với ấn bản kỷ niệm gồm 13 chiếc đĩa CD và sinh nhật lần thứ 75 (năm 2017) của ông với ấn bản gồm 58 chiếc đĩa CD đầy đủ.

## Giải thưởng
Vào năm 1996, Pollini được trao Giải thưởng Âm nhạc Ernst von Siemens. Năm 2001, bản thu âm tác phẩm các Biến thể Diabelli bởi Beethoven của ông đã giành giải Diapason d'Or.
Năm 2007, Pollini giành giải Grammy cho Màn trình diễn nhạc cụ độc tấu xuất sắc nhất với album thu âm các bản Nocturne của Chopin, do Deutsche Grammophon phát hành. Ông được trao giải Praemium Imperiale vào năm 2010, và lọt vào Đại sảnh Danh vọng của tạp chí Gramophone vào năm 2012.